# Ігнатченко Антон Геннадійович
Анто́н Генна́дійович Ігна́тченко (нар. 14 вересня 1995, Кривий Ріг, Дніпропетровська область, Україна — пом. 13 червня 2014, Слов'янськ, Донецька область, Україна) — український військовослужбовець, десантник, солдат Збройних сил України.

## Життєпис
Антон Ігнатченко народився в місті Кривий Ріг на Дніпропетровщині, мешкав у Даманському житловому масиві Тернівського району Кривого Рогу. Зростав разом із двома сестрами й був середньою дитиною в родині Ігнатченків. Батько залишив сім'ю, коли Антону було 10 років, і він навчився відповідальності як єдиний чоловік у сім'ї. 8 років займався в хореографічному ансамблі «Жарт» при будинку культури Північного ГЗК. 2013 року закінчив загальноосвітню школу № 110. По закінченні школи вступав на юридичний факультет закладу вищої освіти, але йому не вистачило пів бала.
З дитинства Антон мріяв служити в десантних військах. Коли йому виповнилось 18 років, він одразу ж пішов у військкомат і вже 17 вересня підписав контракт на військову службу в Дніпропетровській десантній бригаді. Хотів продовжити військову кар'єру, вступити до військового вишу.
Солдат, механік-водій розвідувальної роти 25-ї окремої повітряно-десантної бригади Високомобільних десантних військ України, в/ч А1126, с-ще Гвардійське, Дніпропетровська область.
З весни 2014 року брав участь в антитерористичній операції на сході України.
13 червня 2014 року розвідувальна група, до складу якої входив солдат Ігнатченко, виконувала бойове завдання із «зачистки» території від терористів та виявлення ворожого зенітно-ракетного комплексу в районі заправки «Авіас», що розташована на виїзді з міста Слов'янська в напрямку Краматорська (житловий район Червоний Молочар). З першого разу підрозділ потрапив у засідку терористів. Витративши весь запас боєкомплекту, а потім поповнивши його в частині, група повернулася туди вдруге. Підрозділ обстрілювали з трьох сторін. У ході бою солдат Ігнатченко виявив ворожий розрахунок автоматичного гранатомета. Влучним пострілом з ручного гранатомета він знищив вогневу точку противника, врятувавши життя багатьох своїх бойових побратимів, але виявив себе противнику. Терористи випустили по ньому гранату, яка вибухнула поряд, осколок влучив у голову, Антон загинув на місці.
|                                         | У п'ятницю 13 червня у нас був перший серйозний бій. І перший загиблий з нашої бригади. Антон Ігнатченко, який прикривав наші позиції. Антон Ігнатченко з розвідгрупою пішов на завдання зачистки прилеглих наших територій та контрдиверсійної роботи. Ми знали, що по периметру нашого блокпосту працюють розвідгрупи противника. Наші хлопці мали зробити засідку на цю розвідгрупу, але в процесі висування на позиції самі потрапили у засідку. І Ігнатченко ціною свого життя врятував товаришів. Пізніше ми з Ярославом (Ярослав Левченко, анестезіолог) під кулями забирали його тіло — ми намагались надати йому першу медичну допомогу, але в нього було осколкове поранення скроневої ділянки, тому ми вже нічого зробити не могли |
| — хірург 25-ї бригади Олександр Зеленюк | |

17 червня 2014 року 18-річного воїна-захисника провели в останню путь в Кривому Розі. Похований на Північному кладовищі.
Вдома залишилися мати Алла та дві сестри, старша Наталія і молодша Даша.
27 квітня 2016 року на громадських слуханнях в Тернівському районі підтримали перейменування вулиці Доватора на вулицю Антона Ігнатченка.

## Нагороди
- 26 липня 2014 року — за особисту мужність і героїзм, виявлені у захисті державного суверенітету та територіальної цілісності України, відзначений — нагороджений орденом «За мужність» III ступеня (посмертно)[5].
- Нагороджений відзнакою м. Кривий Ріг «За заслуги перед містом» 3 ст. (посмертно).

## Вшанування пам'яті
28 листопада 2014 року в місті Кривий Ріг на будівлі ЗОШ № 110 на вулиці Доватора, 31, в якій навчався Антон Ігнатченко, відкрито меморіальну дошку на його честь.
6 жовтня 2017 року на місці загибелі воїна на виїзді зі Слов'янська встановлено пам'ятний знак.